# Lípa (Křivoklátská vrchovina)
Lípa (504 m n. m.) je zalesněný vrch ve Zbirožské vrchovině na severním Rokycansku. Nachází se v CHKO Křivoklátsko v katastrálním území Ostrovec-Lhotka, asi 2,5 km východně od Podmokel. Od západu působí vrchol na pozadí Křivoklátské vrchoviny jako nevelký homolovitý vrchol, který však na východě prudce klesá do údolí Zbirožského potoka. V této východní části se nachází i PR Lípa. Vrchol je dostupný po lesní cestě od západního okraje lesa, která zde odbočuje od zelené turistické trasy z Podmokel k Jankovskému mlýnu, a vede až přibližně 100 metrů pod vrchol. Dále je třeba stoupat volným terénem až k značenému vrcholu. Na jižní straně kopce se díky skalním výchozům otevírá pohled do údolí Zbirožského potoka a dále až k vrcholu Radeč.